# 明るいセカイ計画
『明るいセカイ計画』（あかるいセカイけいかく）は、原作蒼木アキ、作画出水高軌による日本の漫画作品。スクウェア・エニックスのウェブコミック配信サイト『ガンガンONLINE』2012年10月25日更新分から2013年11月14日更新分まで毎月第2・4週更新で連載された。

## 登場人物
大地 晴雨（だいち はるさめ）
本作の主人公。日本再生計画のメンバー。高校2年生。極度の二次元オタクで、中でも「マリンたん」というキャラクターをこよなく愛し、嫁と公言する。その意志は命の危機に瀕しても揺るがず、三次元の女子を拒み続けた結果、計画の「最後の9人」の1人になる。ホタルのことは憎からず思っているものの恋愛対象には見られないようで、彼女の過激な愛情表現は拒み続けている。美音やさとみは彼ら2人の事情を知っているらしい。
遊園地で指令は待ち合わせた人物（凛、恵）とキスをすることで、最終的には凛と直接キスすることによって指令をクリアしたが、マリンたんを裏切ったショックで思わず観覧車から飛び降りそうになった。
冥加 凛（みょうが りん）
日本再生計画のメンバー。高校3年生。晴雨たちの通う学校の生徒会長を務めており、その美貌により男子生徒からの人気は高い。しかし性格はかなりの女王様気質で、100人の生徒からの告白を断り続け、計画の「最後の9人」の1人になる。陽月にすら強気な態度を取り、ジュースが足の先にかかったというだけの理由で晴雨を蹴り飛ばした。遊園地での指令は待ち合わせた人物の身に着けているものを身に着けること。晴雨の指令をクリアするためにキスをしてから、少しずつ彼を意識し始めるようになる。
水上 ホタル（みなかみ ホタル）
日本再生計画のメンバーで、晴雨の幼馴染。高校2年生。幼いころから晴雨を一途に思い続けているが、その愛情表現は少々過激。当然、晴雨以外の人間とカップルになるつもりはないため、計画の「最後の9人」の1人になる。常にカッターを武器として持ち歩いていて、彼のためなら類まれなる戦闘能力を発揮する。普段はあまりにも積極的だが、逆に晴雨の方から優しい言葉を掛けられた時などは、照れるなど普通の恋する乙女のようなリアクションをとる。晴雨とキスしたことから、凛を特に敵とみなしていてたびたび衝突する。
鳴海 恵（なるみ けい）
日本再生計画のメンバー。高校1年生。見た目は女子と見紛うほどの美少年だが性格はかなり気弱で、さとみに弱みを握られ恐喝されているが、その裏で何かを画策している。計画の「最後の9人」の1人。遊園地の指令で晴雨にジュースをかけられ、彼の持ってきたマリンたんのコスプレ衣装に着替える。その姿はマリンたんそっくりであり、二次元専門の晴雨も揺らいでしまったほど。
天ヶ崎 天使（あまがさき みかえる）
日本再生計画のメンバー。高校2年生。自他ともに認めるイケメンだが中身があまりに残念であるため彼女ができず、計画の「最後の9人」の1人になる。周囲からの扱いもかなりぞんざいで、遊園地では1人だけ指令を与えられなかった。
火ノ宮 美音（ひのみや みおん）
日本再生計画のメンバー。高校3年生。エロ方面に特化した厨二病を患っており、眼帯をつけマントの下にはパンツ一枚という格好で出歩いている。妄想も盛んで、興奮するとすぐに鼻血を垂らす。その強すぎる性欲ゆえ相手が見つからず、計画の「最後の9人」の1人になる。体はかなり小柄で貧乳。晴雨やホタルと同じ中学出身で、彼らの事情をある程度知っている様子。遊園地での指令は衣服（下着含む）を着て純とデートすることだったが、さんざん抵抗し彼を困らせた。
土御門 健（つちみかど つよし）
日本再生計画のメンバー。大食漢で肥満体型。計画の「最後の9人」の1人。頭は切れ、計画の一番の問題点にも初めに気づいた。遊園地での指令をクリアした後、さとみとカップルになる。
金城 さとみ（かねじょう さとみ）
日本再生計画のメンバー。高校2年生。巨乳の美少女だが外道な守銭奴。恵の弱みを握っており、大金を恐喝していた。計画の「最後の9人」の1人。遊園地での指令は健と2人でお化け屋敷の出口までゴールすることで、かなり怖がっていたが健の服の裾を掴み目を閉じることによってなんとかクリアする。その後、報酬として自分の一番大事なもの（お金）を初めて健にあげた。計画に積極的ではないのは自分が死んでも逆に助かる命があると考えているからで、単なるお金好きというより何か目的があって稼いでいるようである。なぜか晴雨とホタルの事情を知っている様子だった。
木霊 純（こだま じゅん）
日本再生計画のメンバー。高校1年生。とんでもない巨体を持つが、息をする以外は取り柄のない木偶の坊。計画の「最後の9人」の1人。顔は常に見切れているか影となっていて描かれない。遊園地での指令は美音に衣服を着用させることで、周りの客に「オッサンがいい年こいて幼女のパンツをはぎとっている」と勘違いされてショックを受けながらも、なんとかクリアする。
ティターニア＝スティファノプロス
日本再生計画のメンバー。2巻から登場。
立華 イオ（たちばな イオ）
日本再生計画のメンバー。2巻から登場。
陽月（ひづき）
少子化対策担当大臣補佐官で、日本再生計画を牛耳る。事前の予防接種において全校生徒の体内にナノマシン爆弾をしかけており、計画のメンバーの生殺与奪を握っている。胸の前で両手でハートマークを作るのが決めポーズ。

## 単行本
- 原作：蒼木アキ、作画：出水高軌 『明るいセカイ計画』 スクウェア・エニックス〈ガンガンコミックスONLINE〉、全3巻
  1. 2013年3月22日発売 ISBN 978-4-7575-3901-3
  2. 2013年7月22日発売 ISBN 978-4-7575-4006-4
  3. 2014年1月22日発売 ISBN 978-4-7575-4133-7